# 尚州之戰
尚州之戰是第一次朝鮮之役初期的一場戰鬥，發生在萬曆二十年/天正二十年（1592年）的陰曆四月廿四。
東萊城之戰後，慶尚道巡邊使李鎰駐守尚州，在城中召集了一千餘名農民抵抗日軍。為避免軍隊在城中全軍覆沒的教訓，李鎰在附近的小山丘上也佈置了兵力。使者報稱日軍即將迫近城池，李鎰以擾亂軍心之罪，將其斬首號令，穩定了軍心。
李鎰遣人偵察日軍的動向，但不幸的是，派出的偵察兵都被日軍射殺。因此李鎰完全無法得到有關日軍的情報。
四月廿四，小西行長率日軍到達尚州附近時，命足輕兵使用火繩槍對朝鮮軍進行攻擊，但隨後發現彈藥不足。此後又突襲朝鮮軍的小山丘陣地。李鎰據守山丘，下令射箭還擊，但朝鮮軍的弓箭射程太近，無法傷及日軍。日軍開始試圖包圍朝鮮軍陣地，李鎰自知必敗，連忙上馬，率部撤退。小西行長最終攻取尚州，向忠州方向進兵。